# کامیننه
کامیننه (به لهستانی:  Kamienne) یک روستا در لهستان است که در گمینا بوکووسکو واقع شده است. کامیننه ۴٫۸ کیلومتر مربع مساحت و ۰ نفر جمعیت دارد و ۲۷۰ متر بالاتر از سطح دریا واقع شده است.